# Emil Shimoun Nona
Emil Shimoun Nona (ur. 1 listopada 1967 w Alkusz) – iracki duchowny katolicki, obecnie pracujący w Australii, od 2015 ordynariusz eparchii św. Tomasza Apostoła w Sydney.

## Życiorys
Święcenia kapłańskie przyjął 11 stycznia 1991 i został prezbiterem eparchii Alkusz. Przez kilka lat pracował jako wikariusz i proboszcz w rodzinnym mieście, zaś w latach 2000-2005 studiował w Rzymie. Po powrocie do kraju ponownie pracował w Alkuszu, a niedługo potem objął funkcję protosyncela eparchii.
5 maja 2009 Synod Kościoła chaldejskiego mianował go archieparchą Mosulu (wybór zatwierdził 13 listopada 2009 papież Benedykt XVI). Jego poprzednikiem był abp Rahho, zamordowany w 2008. Chirotonii biskupiej udzielił mu 8 stycznia 2010 ówczesny zwierzchnik Kościoła chaldejskiego, Emanuel Karim III Delly.
15 stycznia 2015 został przeniesiony na urząd eparchy Sydney, będącego zarazem zwierzchnikiem Kościoła chaldejskiego w całej Australii i Oceanii. Jednocześnie zachował tytuł archieparchy (arcybiskupa) na zasadzie ad personam.